# Tetraponera birmana
Tetraponera birmana är en myrart som först beskrevs av Auguste-Henri Forel 1902.  Tetraponera birmana ingår i släktet Tetraponera och familjen myror. Inga underarter finns listade i Catalogue of Life.